# Augustinereremitenkloster Worms

Blick auf Worms von Osten mit der Augustinerkirche; rechts davon: St. Andreas und Magnuskirche, davor die Stadtmauer und der Woog, über den eine Brücke führt (Sebastian Münster: Cosmographey), 1572

Das Augustinereremitenkloster Worms war ein Kloster des Augustinerordens (früher: Augustinereremiten) in Worms im Spätmittelalter, das zunächst der deutschen Provinz und ab 1299 der Rheinisch-Schwäbischen Provinz des Ordens angehörte.

## Geografische Lage
Das Kloster lag im südöstlichen Quadranten der Stadt, dem Pfarrbezirk, der dem Stift St. Paulus zugeordnet war, in dem Quartier, das heute von Hagenstraße, Fischmarkt, Wollstraße und Römerstraße umschlossen wird. Der Zugang befand sich an der Hagenstraße. Die Verteilung und Lage der einzelnen Gebäude des Klosters ist unbekannt. Zum Kloster gehörte ein Friedhof, der westlich der Kirche lag und dessen älteste erhaltene Erwähnung von 1348 stammt. In der Kirche selbst ließen sich vornehme Bürger von Worms bestatten.

## Geschichte
1264 erteilte Bischof Eberhard I. von Worms den Augustinereremiten die Erlaubnis, sich in Worms niederzulassen. Über die Gründung des Klosters und dessen Anfänge ist sonst wenig bekannt, auch nicht über den Erwerb des Areals, auf dem das Kloster entstand. Ab 1275 liegen vereinzelt Urkunden über Rechtsgeschäfte vor, in denen das Kloster erwähnt wird. Weder innerhalb des Ordens noch im städtischen Leben hatte es eine größere Bedeutung. So wurden die Augustinereremiten 1385, als die Bettelorden in das Bürgerrecht der Stadt Worms aufgenommen wurden, nur am Rand erwähnt. Für 1496 ist die Anzahl der Bewohner des Klosters erhalten. Damals gehörten acht Priestermönche, ein Diakon, zwei Pfründner und ein Koch dazu.
Im 14. Jahrhundert nahm das Augustinereremitenkloster in größerem Umfang Gelder auf und erhielt Abgaben nachgelassen. Vermutlich stand das im Zusammenhang mit umfangreichen Neubauten des Klosters.
Im ersten Jahrzehnt des 16. Jahrhunderts gab es (zum wiederholten Mal) heftige Auseinandersetzungen zwischen der Stadt Worms und dem Bischof von Worms. Die Bettelorden – und so auch die Augustiner – hatten städtisches Bürgerrecht, das sie nicht verlieren wollten und befanden sich bei dem Streit auf Seiten der Stadt, die seitens eines geistlichen Gerichts in Mainz mit dem Interdikt (Verbot gottesdienstlicher Handlungen) belegt wurde. Die Bettelorden stellten – entgegen dem Verbot – aber die Gottesdienste und Kasualien sicher. Daraufhin wurden sie exkommuniziert. Die Bedingung für die Lösung der Exkommunikation war, dass der Orden die Stadt fünf Jahre lang verlassen sollte. Ob das erfolgte, ist nicht belegt.
In den 1520er Jahren verbreitete sich die Lehre Luthers schnell in der Wormser Stadtgesellschaft. Auch ein Teil des Konvents verließ das Kloster. Der nun lutherische Rat der Stadt versuchte mit verschiedenen Mitteln zu erreichen, dass das Kloster aufgab und er auf dessen Vermögenswerte zugreifen konnte. Das scheiterte zunächst, aber die Lage des Klosters blieb prekär. Konventualen wohnten dort zeitweise nicht mehr.
Am 31. Oktober 1566 brannte die Klosterkirche aufgrund einer Fahrlässigkeit, für die der letzte Prior des Klosters, Wendelin Hector, verantwortlich war. Auch umliegende Gebäude erlitten Schäden. Der Schaden an der Kirche war aber nicht so umfangreich, dass nicht zunächst ein Wiederaufbau erwogen wurde. Der aber scheiterte dann an dem nur noch geringen Bedarf der Augustiner, auch in Worms ein Kloster zu unterhalten, und dessen geringen finanziellen Möglichkeiten. Der Orden erwähnt in den Verhandlungen über das weitere Schicksal des Klosters, dass „heutigen tags mehr Clöster dann Personen und Brüder benants Ordenns durch alle Provinzien zubefinden“. Auch ein Projekt des Domkapitels, die Augustinerkirche als lutherische Kirche wieder aufzubauen und dafür die evangelisch genutzte Magnuskirche für das Andreasstift zurückzutauschen, scheiterte.
In Folge traten der Prior und der Orden die Liegenschaft am 26. Juli 1567 an die Stadt ab, Wendelin Hector wurde mit einer Rente abgefunden. Anlässlich der Übergabeverhandlungen wird auch erwähnt, dass zuletzt in der Kirche keine römisch-katholischen Gottesdienste mehr stattgefunden hatten, sie vielmehr für den lutherischen Kindergottesdienst genutzt wurde.

## Gebäude
Schriftliche Quellen zur Baugeschichte des Klosters und seiner Kirche gibt es nicht. Auch das Patrozinium ist nicht überliefert, bekannt ist, dass es in der Kirche einen Altar gab, der dem Heiligen Wendelin geweiht war.
Der Kupferstich von Sebastian Münster mit der Stadtansicht von Worms zeigt eine gotische Kirche mit vier Jochen, einem Chor mit Fünfachtelschluss, steilem Satteldach und einem Dachreiter. Der Stich erschien erst einige Jahre nach dem Brand, zeigt die Kirche aber im Vorzustand. Insofern ist fraglich, wie exakt diese Darstellung ist. Vermutet wird, dass die Kirche dreischiffig war. Aus der Abrechnung über den Abbruch der Kirchenruine ist bekannt, dass sie 19 Fenster hatte. Auch über die Klausurgebäude ist wenig bekannt. 1535 wird eine Badstube erwähnt.
Die Kirchenruine aus dem Brand von 1566 wurde 1587/88 einschließlich ihrer Fundamente abgerissen, wobei „viel todtenbein gefunden worden, welche man all in eine grub geworfen und zugescharrt hat“. Unmittelbar nach dem Abriss der Kirche verkaufte die Stadt das ehemalige Klosterareal an Dritte, die Konventsgebäude wurden 1689 durch Truppen König Ludwig XIV. zusammen mit der ganzen Stadt Worms zerstört.

## Mitglieder
Dem Kloster stand ein Prior vor. Die Prioren sind seit dem Beginn des 14. Jahrhunderts weitestgehend namentlich bekannt. Von den Konventualen stammte ein erheblicher Teil aus Worms selbst. Nur wenige hatten einen akademischen Abschluss und Wormser Konventualen treten als Lehrende im Ordensstudium nicht auf.

## Wirtschaftliche Grundlagen
Die wirtschaftliche Ausstattung des Klosters war gering. Sie bestand überwiegend aus Einkünften von Häusern und landwirtschaftlich genutzten Grundstücken in Worms und Umgebung. Bei Übergabe des Klosters an die Stadt beliefen sich die Einkünfte des Klosters noch auf knapp 48 fl. im Jahr und kamen aus sechs Ortschaften. Ursprünglich kamen die Einkünfte aus den nachfolgend gelisteten Gemeinden, alle linksrheinisch gelegen:
- Alsheim
- Alzey
- Bobenheim
- Dirmstein
- Flomborn
- Gimbsheim
- Herrnsheim
- Hochheim
- Leiselheim
- Monsheim
- Münsterdreisen
- Osthofen
- Pfeddersheim
- Pfiffligheim
- Rießheim[Anm. 3]
- Worms
  - Kloster Kirschgarten, Worms

Seit Beginn des 16. Jahrhunderts befand sich der Wirtschaftsbetrieb des Klosters zunehmend in der Hand von „Pflegern“, die von der Stadt Worms eingesetzt waren.